# Sicista severtzovi
Sicista severtzovi là một loài động vật có vú trong họ Dipodidae, bộ Gặm nhấm. Loài này được Ognev mô tả năm 1935.